# Paolo Bossoni
Paolo Bossoni, född 2 juli 1976 i San Secondo Parmense, är en italiensk professionell tävlingscyklist. Han tävlade mellan 2007 och mitten av 2008 för det italienska UCI Pro Tour-stallet Lampre-Fondital.

## Tidiga år
Bossoni började cykla seriöst redan 1984, när han bara var åtta år. 1997 slutade Paolo Bossini trea på Coppa San Geo. Senare samma år vann han Milano-Busseto. Han vann GP Palio del Recioto 1998.

## Professionell karriär

### Cantina Tollo
Bossoni blev professionell med Cantina Tollo-Alexia Alluminio 1999. Under året slutade han på andra plats på etapp 5 bakom polacken Piotr Wadecki. Ett år senare vann Paolo Bossini etapp 6 av Vuelta a España framför Giovanni Lombardi och Óscar Freire.

### Tacconi Sport
Inför säsongen 2001 blev han kontrakterad av Tacconi Sport-Vini Caldirola och han skulle fortsätta att tävla för dem till och med säsongsavslutningen 2003; stallet hette då Vini Caldirola-Saunier Duval. Under säsongen 2001 vann han Giro del Lago Maggiore och etapp 1 av Brixia Tour. Han körde Giro d’Italia under året. 
Under säsongen 2002 vann han Gp Industria e Commercio Artigianato Carnaghese framför Massimiliano Mori och Michele Gobbi. Paolo Bossoni slutade på sjätte plats på etapp 3 av Tour de France 2002 bakom Robbie McEwen, Erik Zabel, Baden Cooke, Andrei Hauptman och Fabio Baldato. Bossoni lämnade Tour de France efter etapp 12. Paolo Bossini slutade senare under säsongen trea på Trofeo Città di Castelfidardo.
I februari 2003 slutade Bossoni på andra plats på etapp 1 och 2 av Giro Della Liguria. Han slutade Giro Della Liguria på tredje plats bakom Jimmy Casper och Elio Aggiano. Bossoni slutade på andra plats på Giro d'Abruzzo bakom moldaven Ruslan Ivanov. På Tour de France 2003 slutade Bossoni på andra plats på etapp 17 bakom Servais Knaven. Paolo Bossoni vann Coppa Sabatini 2003 framför Luca Paolini.

### Lampre
Bossini fortsatte sin karriär med det italienska stallet Lampre när Vini Caldirola lades ned. Säsongen 2004 slutade han tvåa på Trofeo Matteotti efter Danilo Di Luca. Han slutade också trea på det italienska nationsmästerskapets linjeloppet bakom Cristian Moreni och Sergio Marinangeli.

### Fassa Bortolo
Bossoni körde ett år med det italienska stallet Fassa Bortolo men gjorde inga större resultat.

### Tenax
Bossoni vann 2006 års upplaga av Trofeo Città di Castelfidardo. I Ster Elektrotoer slutade han tvåa på etapp 5 och trea på etapp 3. Han slutade också trea i tävlingens slutställning efter Kurt-Asle Arvesen och Jurgen Van De Walle.

### Lampre
Efter två år återvände Bossoni till det italienska stallet Lampre. Säsongen 2007 slutade han trea på etapp 6 av Katalonien runt bakom Mark Cavendish och Leonardo Fabio Duque. Han slutade även trea på etapp 2 av Slovenien runt bakom Stefano Garzelli och Enrico Gasparotto, tvåa på det italienska nationsmästerskapets linjelopp 2007 efter Giovanni Visconti och kom på sjätte plats på etapp 11 av Tour de France 2007 bakom Robert Hunter, Fabian Cancellara, Murilo Antonio Fischer, Filippo Pozzato och Alessandro Ballan.
En dag efter det italienska nationsmästerskapets linjelopp 2008 testades Paolo Bossoni positivt för EPO. Hans stall Lampre stängde av honom, som hade slutat sexa på linjeloppet. I oktober blev han avstängd från cykelsporten under två år.

## Meriter
- 2000
  - Etapp 6, Vuelta a España

- 2001
  - Giro del Lago Maggiore
  - Etapp 1, Brixia Tour

- 2002
  - Gran Premio Industria e Commercio Artigianato Carnaghese
  - 9:a Milano-Sanremo

- 2003
  - Coppa Sabatini

- 2004
  - 10:a, HEW Cyclassics

- 2006
  - Grand Prix de Castelfidardo

- 2007
  - 2:a,  Italien Nationsmästerskapen - linjelopp

## Stall
- 1999-2000 Cantina Tollo
- 2001 Tacconi Sport-Vini Caldirola
- 2002 Tacconi Sport
- 2003 Vini Caldirola-Saunier Duval
- 2004 Lampre-Caffita
- 2005 Fassa Bortolo
- 2006 Tenax
- 2007-2008 Lampre-Fondital